# Rhopalochernes antillarum
Rhopalochernes antillarum är en spindeldjursart som först beskrevs av With 1908.  Rhopalochernes antillarum ingår i släktet Rhopalochernes och familjen blindklokrypare. Inga underarter finns listade i Catalogue of Life.